# Павлоград (Алтайский край)
Павлоград — исчезнувший посёлок в Хабарском районе Алтайского края России. Располагался на территории современного Зятьково-Реченского сельсовета. Точная дата упразднения не установлена.

## География
Располагался в 5 км к северо-западу от села Зятькова Речка.

## История
Основан в 1908 году. В 1928 г. посёлок Павлоград состоял из 118 хозяйства. Центр Павлоградского сельсовета Хабаровского района Славгородского округа Сибирского края.

## Население
В 1926 г. в посёлке проживало 572 человека (288 мужчин и 284 женщины), основное население — украинцы.